# 罗德·K·迈尔斯
罗德·K·迈尔斯（Rodes Kirby Myers，1900年6月29日—1960年3月10日），是一名美国肯塔基州政治家、民主党人，并在1939年至1943年，担任第三十八届肯塔基州副州长。

## 生平
迈尔斯出生于肯塔基州鲍灵格林。1936年、1940年、1944年、1948年和1956年，他代表肯塔基州出席民主党全国大会。
1939年，他竞选肯塔基州副州长并成功获选，任期从1939年至1943年。1943年，他尝试竞选肯塔基州州长，担任在民主党内初选时，不敌约瑟夫·莱特·唐纳森，后者在普选中不敌共和党人西米恩·S·威利斯。1948年至1950年，担任肯塔基州参议员。
1960年，他去世，并葬于鲍灵格林的美景墓园。